# Тростинська Новоселиця
Тростинська Новосе́лиця — село в Україні, у Гребінківській селищній громаді Білоцерківського району Київської області. Населення становить 253 осіб.
У селі є церква, пам'ятник воїнам Другої світової війни, озеро.

## Фото

Тростинсько-Новоселицька сільська рада
Місцева церква